# Bassett Maguire
Bassett Maguire, född den 4 augusti 1904 i Gadsden, Alabama, död den 6 februari 1991 i New York, var en amerikansk botaniker som var chefsintendent för New York Botanical Garden och ledare för vetenskapliga expeditioner till Guyanas högland i Brasilien och Venezuela.
Auktorsnamnet Maguire kan användas för Bassett Maguire i samband med ett vetenskapligt namn inom botaniken; se Wikipediaartiklar som länkar till auktorsnamnet.